# 越乃雪
越乃雪（こしのゆき、越の雪）は、新潟県長岡市の大和屋が製造する落雁である。山川、長生殿とともに日本三大銘菓の一つとされる。

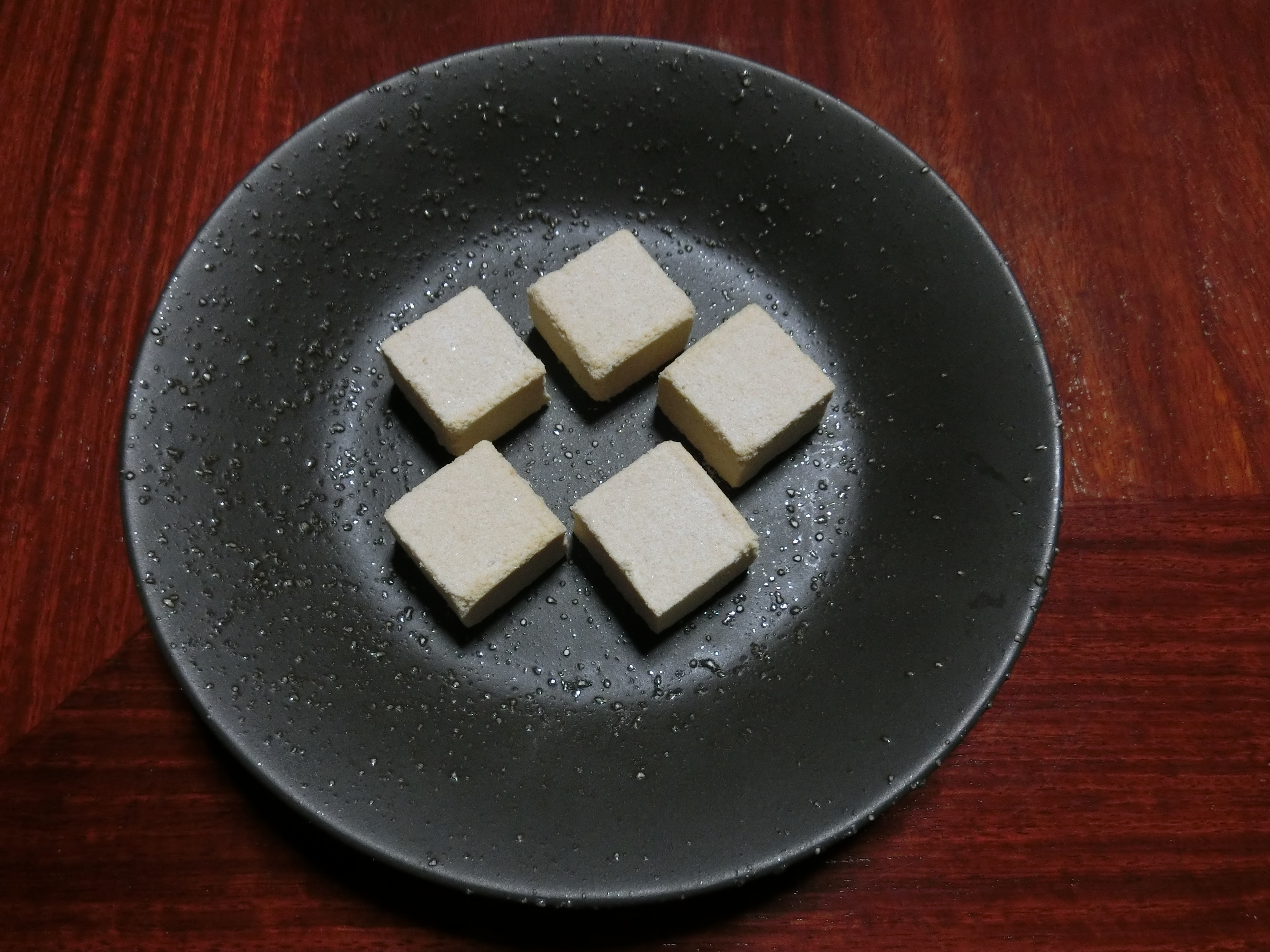
越乃雪

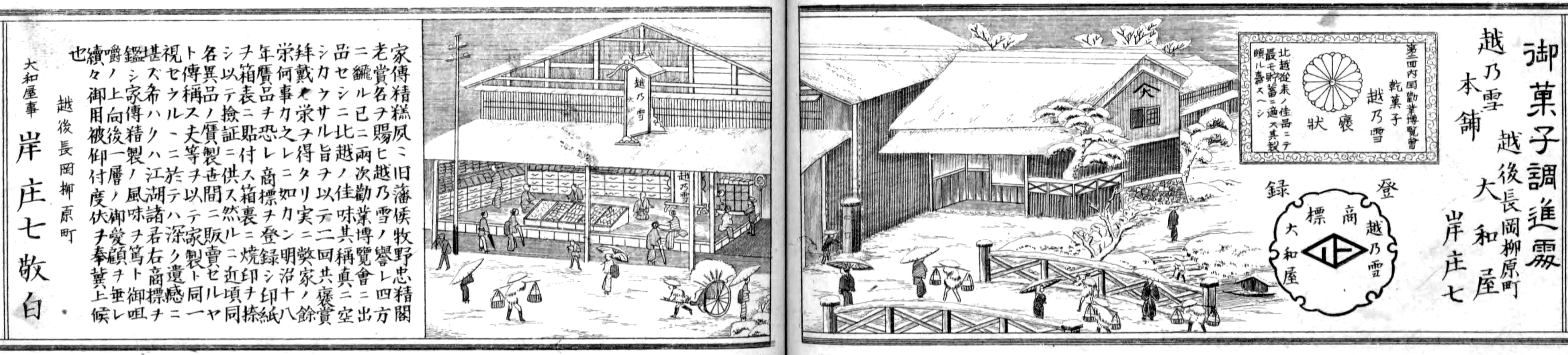
明治期の越乃雪本舗大和屋（『北越商工便覧』川崎源太郎著、明治22（1889）年8月刊より）

越後産のもち米から作ったみじん粉に和三盆を合わせ、型に押し固めて四角く整形して作られる。和三盆は少し褐色がかった色を持つが、粉砕した粉砂糖をまぶすことで、見る角度によって雪原のようなきらめきが見える。

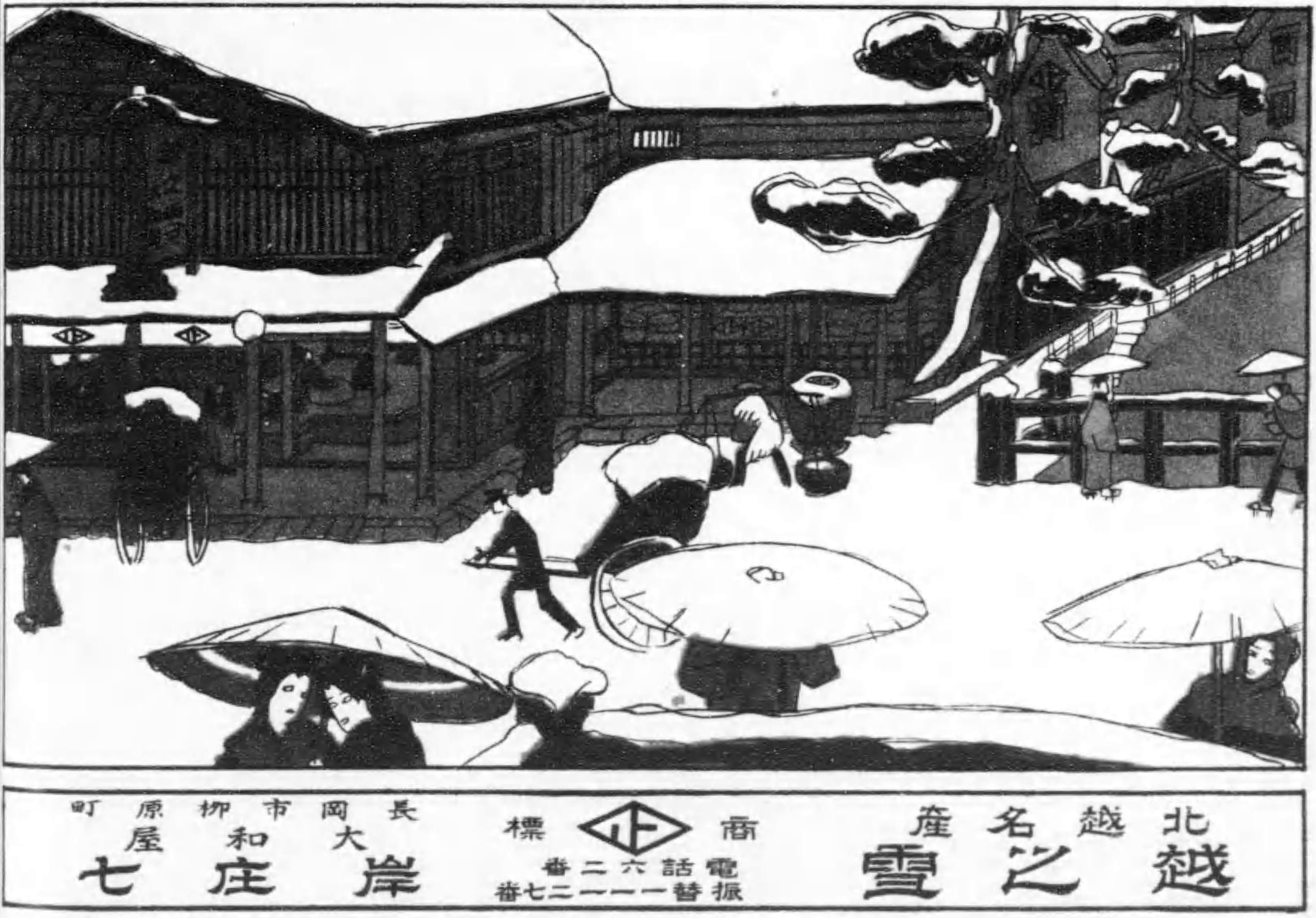
大正期の大和屋（『絵画北越商工便覧』坪井政太郎編、大正8（1919）年刊より）

発祥は1778年（安永7年）、大和屋庄左衛門が病中の長岡藩藩主牧野忠精を見舞う際、白雪糕（はくせつこう）を真似て、もち米と和三盆の白玉粉で作った落雁に遡るとされる。忠精はこの菓子を喜び、平癒ののち越路の山々に降る雪になぞらえて「越乃雪」の銘を与えたという。
原料の和三盆糖は創業以来、徳島県の岡田製糖所のものを使っており、当初は北前船と川船で運ばれた。